# Claudine Grimaldi
Claudine Grimaldi (* 1451; † kurz nach dem 19. November 1515 in Monaco) aus der Familie der Grimaldi war Alleinerbin und Herrin von Monaco.
Claudine Grimaldi war die einzige Tochter und Kind von Catalano von Monaco. Nach der Erbfolge war sie Alleinerbin von Monaco und wurde von ihrem Vater testamentarisch mit Lambert Grimaldi verheiratet. Die Herrschaft übernahm ihr Ehemann Lambert.
| Personendaten    | Personendaten          |
| ---------------- | ---------------------- |
| NAME             | Claudine Grimaldi      |
| KURZBESCHREIBUNG | Herrin von Monaco      |
| GEBURTSDATUM     | 1451                   |
| STERBEDATUM      | nach 19. November 1515 |
| STERBEORT        | Monaco                 |